# 亨利·阿加德·华莱士
亨利·阿加德·华莱士（英語：Henry Agard Wallace，1888年10月7日—1965年11月18日），美国政治家，曾任美国农业部部长、副總統、美国商务部长。
华莱士是1921年至1924年担任美国农业部长的亨利·C·华莱士的长子，1888年出生在爱荷华州农村。1910年从爱荷华州立大学毕业后，他担任家族农场杂志《华莱士农民》的作家和编辑。他还创立了Hi-Bred玉米公司，这是一家非常成功的杂交玉米公司。华莱士对统计学和经济学等广泛的学科表现出了求知欲，并探索了包括神智学在内的各种宗教和精神运动。1924年父亲去世后，华莱士离开了共和党；他在1932年的总统选举中支持民主党候选人富兰克林·罗斯福。
1933年至1940年，华莱士担任罗斯福的农业部长。他大力支持新政，并主持了联邦农业政策的重大转变，实施了旨在减少农业盈余和改善农村贫困的措施。罗斯福克服了民主党保守派领导人的强烈反对，在1940年民主党全国代表大会上提名华莱士为副总统。罗斯福-华莱士赢得了1940年的总统选举。在1944年民主党全国代表大会上，保守派领导人击败了华莱士的连任申请，将密苏里州参议员哈里·S·杜鲁门列入民主党候选人名单。1945年初，罗斯福任命华莱士为商务部长。
罗斯福于1945年4月去世，杜鲁门继任总统。华莱士继续担任商务部长，直到1946年9月，他因发表演讲敦促对苏联采取和解政策而被杜鲁门解雇。华莱士和他的支持者随后成立了全国性的进步党，并发起了第三方总统竞选。进步纲领呼吁对苏联采取和解政策，废除公立学校的种族隔离，种族和性别平等，国家医疗保险计划以及其他左翼政策。随后，有人指责华莱士受共产主义影响，华莱士与有争议的通神论者尼古拉斯·洛里奇的关系破坏了他的竞选活动；他只获得了2.4%的选票。1950年，华莱士在朝鲜战争中与进步党决裂，并在1952年的一篇文章中称苏联“完全邪恶”。他将注意力转向农业创新，成为一名非常成功的商人。在1965年死于肌萎缩侧索硬化症（ALS）之前，他专门从事杂交种子玉米和改良鸡的开发和销售。

## 早年生活
亨利·阿加德·华莱士于1888年10月7日出生在爱荷华州奥里恩特附近的一个农场，父母是亨利·坎特威尔·华莱士和他的妻子凯莉·梅·布罗德海德。华莱士有两个弟弟和三个妹妹。他的祖父“亨利大叔”华莱士是爱荷华州亚代尔县著名的土地所有者、报纸编辑、共和党活动家和社会福音倡导者。“亨利大叔”的父亲约翰·华莱士是一名来自爱尔兰伦敦德里郡基尔雷村的阿尔斯特苏格兰移民，于1823年抵达费城。梅（姓布罗德海德）出生在纽约市，但在父母去世后，由爱荷华州马斯卡廷的一位阿姨抚养长大。:9-10
华莱士一家于1892年搬到了爱荷华州的埃姆斯，1896年搬到了爱荷华州的德梅因。1894年，华莱士家创办了一份农业报刊《华莱士农民报》。它变得非常成功，使这个家庭变得富有，在政治上有影响力。:21-22华莱士从小就对农业和植物产生了浓厚的兴趣，当时他的父亲是爱荷华州立农业学院的乳制品教授，邀请他的学生、非裔美国植物学家乔治·华盛顿·卡弗和他们一起住在华莱士的家里，因为卡弗因种族原因被禁止在大学住宿。为了表达感激之情，卡弗把年轻的亨利·华莱士带到了自己的身边，放学后给他上植物学和植物育种课。:13-14华莱士对爱荷华州的主要作物玉米特别感兴趣。1904年，他设计了一项实验，推翻了农学家佩里·格里利·霍尔登的说法，即最美观的玉米会产生最大的产量。:26-29华莱士于1906年毕业于西部高中，同年晚些时候进入爱荷华州立大学，主修畜牧业。他加入了鹰眼俱乐部，这是一个兄弟组织，他把大部分空闲时间都花在了继续研究玉米上。:29-34他还组织了一个政治俱乐部来支持美国林业局局长、进步共和党人吉福德·平肖。:37

## 编辑和农民
1910年大学毕业后，华莱士成为《华莱士农民》的全职作家和编辑。他对在农业中使用数学和经济学非常感兴趣，并学习了微积分，作为了解生猪价格的一部分。:37-39他还与统计学家先驱乔治·W·斯内德克就相关性和回归的计算方法写了一篇有影响力的文章。1916年祖父去世后，华莱士和他父亲成为了《华莱士的农民》的联合编辑。:42-441921年，华莱士在父亲接受沃伦·G·哈定总统的农业部长任命后，担任了该杂志的领导。:53-551932年大萧条期间，他的叔叔失去了杂志的所有权，华莱士于1933年停止担任编辑。:92-93,110
1914年，华莱士和他的妻子伊洛·布朗在爱荷华州约翰斯顿附近购买了一个农场；他们最初试图将玉米生产与奶牛养殖相结合，但后来将全部注意力转向了玉米。:40-41受爱德华·默里·伊斯特的影响，华莱士专注于生产杂交玉米，开发了一种名为铜十字的品种。1923年，他达成了第一份杂交种子生产合同，同意授予爱荷华州种子公司种植和销售铜十字玉米的独家权利。:67-701926年，华莱士与他人共同创立了Hi-Bred玉米公司，开发和生产杂交玉米。它最初只获得了微薄的利润，但最终取得了巨大的财务成功。:82-83

## 早期政治活动
在第一次世界大战期间，华莱士和他的父亲帮助美国食品管理局（USFA）制定了增加生猪产量的政策。:46-48
在美国食品药品监督管理局局长赫伯特·胡佛放弃华莱士夫妇支持的养猪政策后，老华莱士在1920年共和党全国代表大会上加入拒绝胡佛总统提名的行列。作为对胡佛的回应，年轻的华莱士出版了《农产品价格》，他在书中主张政府控制农产品价格的政策。:50-52他还警告农民，战后农产品价格即将暴跌。华莱士的预测被证明是准确的：农场危机一直持续到20世纪20年代。玉米价格从1918年的每蒲式耳1.68美元下跌到1921年的每蒲式耳0.42美元，这反映了农产品价格的广泛下跌。:52-53华莱士提出了各种补救措施来应对农业危机，他认为这主要源于生产过剩。他提出的政策之一是“永远正常的粮仓”：政府在农产品价格低的时候购买和储存农业剩余产品，在价格高的时候出售。:56-59
华莱士夫妇都支持《麦克纳里-豪根农场救济法案》，该法案要求联邦政府在国外市场销售和出口农业盈余。该法案之所以失败，在很大程度上是由于卡尔文·柯立芝总统和商务部长胡佛的反对。1923年哈定去世后，柯立芝成为总统，:62-63老华莱士继续担任农业部长，但于1924年10月去世，享年58岁。他的儿子亨利总是将父亲的早逝归咎于胡佛，因为他们在麦克纳里-豪根法案等问题上进行了巨大的政策斗争，胡佛坚持对商业采取不干涉的“自由放任”态度，华莱士则推动政府更积极的干预措施来帮助农民。在1924年11月的总统选举中，华莱士投票支持进步党候选人罗伯特·拉福莱特。:64-65部分由于华莱士的持续游说，尽管胡佛强烈反对，国会还是在1927年和1928年通过了麦克纳里-豪根法案，但柯立芝两次都否决了该法案。:84-85华莱士对1928年总统选举中的两位主要政党候选人都不满意，他主张成立一个新党，团结民主党西部和南部分支的利益，反对其东部分支，但并没有将这一想法推进到概念阶段之外。在秋季总统选举前夕，华莱士试图说服伊利诺伊州州长弗兰克·洛登竞选总统。他最终支持民主党候选人阿尔·史密斯，但胡佛赢得了压倒性的胜利。:86-87在胡佛执政期间，大萧条的爆发摧毁了爱荷华州的农民，从1929年到1932年，农场收入下降了三分之二。:99-100在1932年的总统选举中，华莱士为民主党候选人富兰克林·D·罗斯福竞选，他支持华莱士和经济学家M·L·威尔逊的农业政策。虽然他的家族传统上是共和党人，但华莱士逐渐支持民主党，并于1936年成为注册民主党人。:102-104

## 农业部长
罗斯福赢得1932年总统大选后，任命华莱士为农业部长。:105-107尽管华莱士过去与共和党有联系，但他强烈支持罗斯福和他的新政计划，并于1936年成为民主党的注册成员。:457上任后，华莱士任命罗斯福重要顾问“智囊团”成员雷克斯福德·特格韦尔为他的副秘书。尽管罗斯福最初主要关注解决银行业危机，但华莱士和特格韦尔说服他，有必要迅速通过重大的农业改革。:113-114罗斯福、华莱士和众议院农业委员会主席约翰·马尔温·琼斯围绕《农业调整法》召集国会支持，该法案成立了农业调整管理局（AAA）。:115-119AAA的目标是通过使用“国内分配”系统来设定农产品的总产量，从而通过人为稀缺来提高商品价格。它向土地所有者支付补贴，让他们的一些土地闲置。新政的前三年，随着大宗商品价格的上涨，农场收入大幅增加。《农业调整法》通过后，农业成为联邦政府最大的部门。:120-122
最高法院在1936年的美国诉巴特勒案中推翻了《农业调整法》。华莱士强烈反对法院认为农业是“纯粹的地方活动”，因此不能由联邦政府监管的观点，他说：“如果农业真的像最高法院所说的那样在1936年是地方事务，那么美国一半的人很快就会挨饿。”:157-160他很快提出了一项新的农业计划，旨在满足最高法院的反对意见；根据新计划，联邦政府将与农民达成租赁协议，种植绿肥，而不是玉米和小麦等作物。在最高法院裁定美国诉巴特勒案不到两个月后，罗斯福签署了《1936年水土保持和国内分配法案》，使其成为法律。:160-161在1936年的总统选举中，华莱士是罗斯福竞选活动中的重要代理人。:163-167
1935年，华莱士解雇了总法律顾问杰罗姆·弗兰克和其他一些农业部官员，他们试图通过重新解释《农业调整法》来帮助南方的佃农。:154-1571936年末，他在南方之行中更加致力于帮助佃农和其他贫困农民群体，之后他写道：“我从未见过欧洲农民的贫困如此悲惨，就像大棉花州在这个有利的棉花年一样。”他帮助领导了1937年《班克黑德-琼斯农场租户法案》的通过，该法案授权联邦政府向租户农民发放贷款，以便他们购买土地和设备。该法还设立了农业部下属的农场安全管理局，负责改善农村贫困状况。:169-171他还在新政的重大成功中发挥了关键作用，这些成功最终在其他内阁部门取得，例如在1935年颁布社会保障法案的委员会（由劳工部长弗朗西丝·珀金斯担任主席的经济安全委员会）任职，以及在1933年至1941年间设计平民保护团的跨部门委员会任职，该保护团在自然资源保护和基础设施建设方面创造了数百万个公共工作岗位，由劳工部、内政部和陆军联合管理。
罗斯福1937年司法程序改革法案（“法院打包计划”）的失败、1937-1938年经济衰退的开始以及约翰·卢埃林·刘易斯领导的一波罢工严重损害了罗斯福政府在1936年后通过重大立法的能力。:174-176尽管如此，华莱士还是帮助领导了1938年《农业调整法案》的通过，该法案实施了华莱士一贯的粮仓计划。:178-1791932年至1940年间，农业部的员工人数从4万人和2.8亿美元的年度预算增加到14.6万人和15亿美元的年预算。:237
1938年选举中的共和党浪潮有效地结束了新政立法计划，罗斯福政府越来越关注外交政策。:185-186与许多中西部进步人士不同，华莱士支持国际主义政策，如国务卿科德尔·赫尔降低关税的努力。:191-192他与罗斯福一起抨击纳粹德国和日本帝国的侵略行动，并在一次演讲中嘲笑纳粹优生学是“危险的胡言乱语”。1939年9月第二次世界大战爆发后，华莱士支持罗斯福的军事集结计划，并预见到与德国的敌对行动，推动了合成橡胶计划和与拉丁美洲国家建立更密切的贸易关系等举措。:206-207

## 副總統

### 1940年美国大选
由于罗斯福在第二任期内拒绝承诺退休或寻求连任，华莱士和其他主要民主党人的支持者，如副总统约翰·南斯·加纳和邮政部长吉姆·法利，为1940年的总统竞选奠定了基础。:179-1801939年9月，第二次世界大战在欧洲爆发后，华莱士公开支持罗斯福获得前所未有的第三个任期。:200-201尽管罗斯福从未宣布参选，但1940年民主党全国代表大会提名他为总统候选人。:213-217被提名后不久，罗斯福告诉民主党领导人，没有华莱士作为竞选伙伴，他不会参选。罗斯福选择华莱士是因为他对罗斯福政府的忠诚，他对援助英国的妥善处理，以及他希望华莱士能吸引农业选民。:199-205华莱士加入民主党的时间很短，因此在大城市老板和南方种族隔离主义者中并不受欢迎，:27而且从未在选举中接受过考验。1940年民主党大会的代表们“对华莱士大发雷霆”，:289华莱士最坚定的支持者之一、劳工部长弗朗西丝·珀金斯回忆道，他此前曾敦促华莱士如果罗斯福不竞选总统就让他竞选。:233罗斯福的回应是派妻子埃莉诺前往芝加哥，说服代表们接受华莱士作为他的竞选伙伴。结果是她最著名的演讲，被多丽丝·科恩斯·古德温关于罗斯福总统任期的开创性著作《非常时代》所收录。随着世界大战的临近，她警告说“这不是一个普通的时代”，对于华莱士的提名，她警告称“你不能把这当作一个普通时代的普通提名”。这场演讲具有“神奇的镇静作用”，并被认为是华莱士以很大优势赢得提名的原因:218-223。
尽管许多民主党人对华莱士的提名感到失望，但报纸普遍对此表示欢迎。《纽约时报》的亚瑟·克罗克（Arthur Krock）写道，华莱士“有能力、有思想、可敬——是新政类型中最好的”。:223-225华莱士于1940年9月辞去农业部长一职，由农业部副部长克劳德·R·威卡德接任。:225-226罗斯福竞选团队决定采取一项策略，让罗斯福基本上不参与选举，将大部分竞选活动留给华莱士和其他代理人。华莱士被派往中西部，在爱荷华州、伊利诺伊州和密苏里州等州发表演讲。他将外交事务作为竞选活动的主要焦点，告诉一位听众“罗斯福被接任......会让希特勒高兴。”:231-236两次竞选都预测选举结果会很接近，但罗斯福在531张选举人票中赢得了449张，在普选中赢得了近10个百分点。:244-245
选举结束后，在宣誓就任副总统之前，华莱士作为罗斯福的亲善大使对墨西哥进行了长途旅行，传达了泛美主义和罗斯福睦邻政策的信息。他花了很多时间拜访田里的农民，离开时对墨西哥农场微薄的作物产量感到震惊；为了生产一蒲式耳玉米，一名墨西哥农民工作了500个小时，而爱荷华州农民使用华莱士于1926年创立的先锋杂交国际公司的杂交玉米种子需要10个小时。:247-250回国后，华莱士说服洛克菲勒基金会在墨西哥建立一个农业站，这是洛克菲勒基金会和福特基金会建立的许多此类中心中的第一个。华莱士建议聘请一位年轻的爱荷华州农学家诺曼·布劳格来经营这个农业站，这最终导致了墨西哥和世界各地玉米和小麦作物产量的大幅增加，后来被称为绿色革命，这场革命拯救了20亿人免于饥饿，并为布劳格赢得了1970年诺贝尔和平奖和总统自由勋章。

### 任期
华莱士于1941年1月20日宣誓就任副总统。他很快对自己作为美国参议院议长的礼仪角色感到沮丧，这是宪法赋予副总统的一项职责。:251-254他从经营一家预算为10亿美元、拥有146000名员工的机构，萎缩到经营11,000美元、拥有4名员工的公司。:2551941年7月，罗斯福任命华莱士为经济战委员会（BEW）和供应优先权和分配委员会（SPAB）主席。:152-153,155这些任命让他在组织全国战争动员方面有了发言权。一位记者指出，罗斯福让华莱士成为第一位“真正担任政府二号人物的副总统——这一副总统的概念被普遍接受，但从未实现。”:256-258反映华莱士在组织动员工作中的作用，许多记者开始称他为“助理总统”。华莱士还被任命为最高政策小组成员，该小组在偷袭珍珠港事件发生几天后向罗斯福提出了一项发展核武器的计划，罗斯福批准并承诺资助该计划。这就是曼哈顿计划，该计划开发了投掷在广岛和长崎的原子弹，华莱士一直是罗斯福和该项目领导人之间的非正式联系者。:266-268
有人谈到了“美国世纪”。“我说，我们正在进入的世纪——这场战争后即将到来的世纪——可以而且必须是普通人的世纪。
也许这将是美国支持普通人必须生活的自由和义务的机会。在任何地方，普通人都必须学会以实际的方式用自己的双手建立自己的产业。无论在哪里，普通人都必须学会提高自己的生产力，这样他和他的孩子最终才能向国际社会支付他们所收到的一切。任何国家都无权剥削其他国家。老牌国家将有特权帮助年轻国家走上工业化道路，但既不能有军事帝国主义，也不能有经济帝国主义。

——华莱士 普通人的世纪演说
对日作战开始后，经济状况变得混乱，罗斯福决定需要新的领导层。1942年初，他成立了战时生产委员会，由商人唐纳德·纳尔逊负责，华莱士为成员。华莱士继续担任BEW的负责人，现在负责进口战争生产所需的橡胶等原材料。:269-271他利用自己的BEW职位要求美国在拉丁美洲的采购提高那里工人的生活水平。在此过程中，他与反对美国干涉别国内政的国务卿科德尔·赫尔发生了私下冲突。全国媒体戏剧性地报道了华莱士与商务部长杰西·H·琼斯的公开斗争，琼斯负责复兴金融公司（RFC），该公司为BEW的购买支付账单。:271-273罗斯福对行政管理的标准策略是让两个不同的人扮演相同的角色，预计会引发争议。他希望各机构负责人将争议提交给他，以便他做出决定。:3481942年8月21日，罗斯福明确写信给所有部门负责人，表示分歧“不应公开发表，而应由冲突机构的适当负责人提交给我。”任何公开的人都必须辞职。华莱士谴责琼斯阻止为在拉丁美洲购买战争所需的原材料提供资金。琼斯呼吁国会和公众提供帮助，称华莱士是个骗子。根据詹姆斯·麦格雷戈·伯恩斯的说法，南方保守派民主党领袖琼斯“沉默寡言、精明、务实、谨慎”。华莱士深受民主党领导人的质疑，认为他是“自由实验室的英雄，梦幻、乌托邦，甚至神秘，但他也有自己的管理和权力倾向。”1943年7月15日，罗斯福剥夺了两人在这件事上的职权。BEW被重组为经济战办公室，并由利奥·克劳利领导。失去BEW职务是对华莱士声望的重大打击。他现在在民主党左翼没有代理人，政治基础薄弱。但他仍然有知名度、野心和清晰的声音，并且仍然是罗斯福的忠实支持者。他没有被提名为副总统，但在1945年，罗斯福解雇了琼斯，并任命华莱士为商务部长。:308-315:341-342
1942年5月8日，华莱士发表了他最难忘的演讲，以包含“普通人的世纪”一词而闻名。他将第二次世界大战描述为“自由世界”和“奴隶世界”之间的战争，并认为“和平必须意味着普通人的生活水平提高，不仅在美国和英国，而且在印度、俄罗斯、中国和拉丁美洲——不仅在联合国（同盟国），而且在德国、意大利和日本”。一些保守派人士不喜欢这篇演讲，但它被翻译成20种语言，并在世界各地分发了数百万份。:275-279
1943年初，华莱士被派往拉丁美洲进行友好访问；他在中美洲和南美洲做了24次停留。部分由于华莱士能够用西班牙语发表演讲，他受到了热烈的欢迎；一位美国国务院官员说：“智利历史上从未有过如此奢侈和真诚热情地接待外国人的。”。在他访问期间，几个拉丁美洲国家向德国宣战。:296-300在国内，华莱士继续发表演讲，在1943年底特律种族骚乱后说，“我们不能在国外为镇压纳粹暴行而斗争，也不能在国内纵容种族骚乱”。:310-311尽管国会在很大程度上阻止了罗斯福的国内议程，但华莱士继续呼吁进步主义计划；一家报纸写道：“今天的新政是亨利·华莱士……他手中的新政旗帜还没有卷起”。:322-324华莱士于1943年当选为美国哲学学会会员。
“美国人民一直有勇气，而且永远都有。”
——亨利·A·华莱士
1944年中期，华莱士访问了苏联、中国:330-331和蒙古。苏联向美国客人展示了马加丹和科雷马的古拉格劳改营的完全消毒版本，声称所有工人都是志愿者。华莱士对马加丹的营地印象深刻，称其为“田纳西河谷管理局和哈德逊湾公司的结合”。他在苏联受到了热烈欢迎，但与中国领导人蒋介石的谈判基本上没有成功。:333-335华莱士在乌兰巴托会见了蒙古领导人霍尔洛·乔巴山。他要求参观甘丹寺有时被认为有助于拯救该寺免遭破坏。

### 1944年选举
在BEW废除后，人们开始猜测罗斯福是否会在1944年的选举中让华莱士退出竞选。:317-3181944年3月公布的盖洛普民意调查显示，华莱士显然是民主党人中最受欢迎的副总统人选，许多记者预测他将赢得连任。随着罗斯福健康状况的恶化，党内领导人预计该党的副总统候选人最终将接替罗斯福，华莱士在民主党的许多对手组织起来确保他被免职。:324-325对华莱士的反对大多源于他对南方种族隔离的公开谴责:340-342，但其他人则对华莱士的非正统宗教观点和亲苏言论表示担忧。1944年民主党全国代表大会前不久，罗伯特·E·汉尼根和埃德温·W·保利等党派领导人说服罗斯福签署了一份文件，表示支持大法官威廉·道格拉斯或参议员哈里·S·杜鲁门获得副总统提名。尽管如此，华莱士还是让罗斯福给大会主席写了一封公开信，信中写道：“如果我是大会代表，我个人会投票支持[华莱士]的连任”。:345-352
由于罗斯福没有承诺保留或放弃华莱士，副总统投票变成了支持华莱士和支持杜鲁门的人之间的斗争。:352-353
华莱士没有一个有效的组织来支持他的候选人资格，尽管卡尔文·本汉·鲍德温、克劳德·佩珀和约瑟夫·F·古菲等盟友都向他施压。与此同时，杜鲁门不愿提出自己的候选人资格，但汉尼根和罗斯福说服他参选。:357-359在大会上，华莱士发表了一篇广受欢迎的演讲，他在演讲中赞扬了罗斯福，并认为“未来属于那些坚定不移地追求政治民主和经济民主自由原则的人，无论种族、肤色或宗教如何”。:359-361罗斯福发表获奖感言后，人群开始高呼华莱士的提名，但塞缪尔·D·杰克逊在华莱士支持者呼吁开始副总统投票前一天宣布大会休会。:362-364党内领导人在一夜之间疯狂地争取对杜鲁门的支持，但华莱士在副总统的第一轮投票中获得了429+0.5票（提名需要589票），杜鲁门获得了319+0.5票，其余的票都投给了各种“最爱的儿子”候选人。在第二轮投票中，许多投票给“最爱的儿子”的代表转而支持杜鲁门的阵营，让他最终获得了提名。:364-366
1945年1月20日，华莱士宣誓杜鲁门为他的副总统继任者。

## 商务部长（1945-1946）

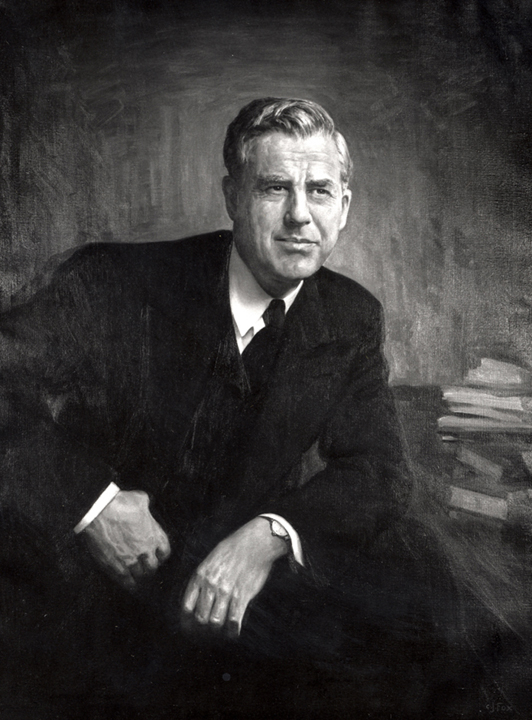
商务部长亨利·华莱士

华莱士认为民主党领导人不公平地窃取了他的副总统提名，但他在1944年的总统选举中支持罗斯福。为了修复与华莱士的关系，罗斯福向他提供了除国务卿以外的任何内阁职位，华莱士要求接替琼斯担任商务部长。:367-373在这个职位上，华莱士希望在战后经济转型中发挥关键作用。1945年1月，随着华莱士副总统任期的结束，罗斯福提名华莱士为商务部长。这一提名引发了激烈的辩论，因为许多参议员反对他支持旨在提高工资和就业的自由主义政策。:131保守党未能阻止提名，但参议员沃尔特·F·乔治领导通过了一项将复兴金融公司从商务部除名的措施。:131-132罗斯福签署了乔治的法案后，华莱士于1945年3月1日以56票对32票获得确认。:384
罗斯福于1945年4月12日去世，杜鲁门继任总统。:385-387杜鲁门很快取代了罗斯福任命的大多数其他高级官员，但保留了华莱士，华莱士在自由派民主党人中仍然很受欢迎。:388-390自由派领导人的不满加强了华莱士在内阁中的地位；杜鲁门私下表示，他的“政治团队”中最重要的两名成员是华莱士和埃莉诺·罗斯福。:408-409作为商务部长，华莱士主张在苏联的计划经济和大萧条前主导美国的自由放任经济之间采取“中间路线”。他与国会盟友一起领导了1946年《就业法》的通过。保守派阻止了纳入一项规定充分就业的措施，但该法案成立了经济顾问委员会和联合经济委员会来研究经济问题。:395-396华莱士关于建立对核武器的国际控制的提议没有被采纳，但他确实帮助通过了1946年的《原子能法案》，该法案成立了美国原子能委员会来监督国内核电的发展。:404-406
第二次世界大战于1945年9月随着日本投降而结束，与苏联的关系成为外交政策的核心问题。各种问题，包括欧洲和亚洲战后政府的命运以及联合国的管理，已经开始给苏联和美国之间的战时联盟带来压力。:396-398苏联的批评者反对它在东欧建立的压迫性卫星国以及苏联干涉希腊内战和中国内战。1946年2月，乔治·凯南提出了围堵策略，呼吁美国抵制共产主义的传播。:411-412华莱士担心对苏联的对抗性政策最终会导致战争，并敦促杜鲁门“消除俄罗斯任何合理的恐惧、怀疑和不信任理由”。历史学家托尼·朱特在《战后》一书中写道，华莱士“对美国干涉英国和欧洲事务的厌恶在政治光谱中得到了广泛认同”。
尽管华莱士对杜鲁门对苏联日益对抗的政策感到不满，但在1946年上半年，他仍然是杜鲁门内阁不可或缺的一部分。:409-4171946年9月，他发表演讲，表示“我们（美国）应该认识到，我们在东欧的政治事务中没有比俄罗斯在拉丁美洲、西欧和美国的政治事务中更多的业务”。华莱士的演讲遭到了他所演讲的亲苏人群的嘘声，更遭到了杜鲁门政府官员和罗伯特·A·塔夫脱和阿瑟·范登堡等共和党领袖的强烈批评。:420-422杜鲁门表示，华莱士的演讲并不代表政府政策，而只是华莱士的个人观点，9月20日，他要求并接受了华莱士的辞职。:422-426

## 1948年總統選舉

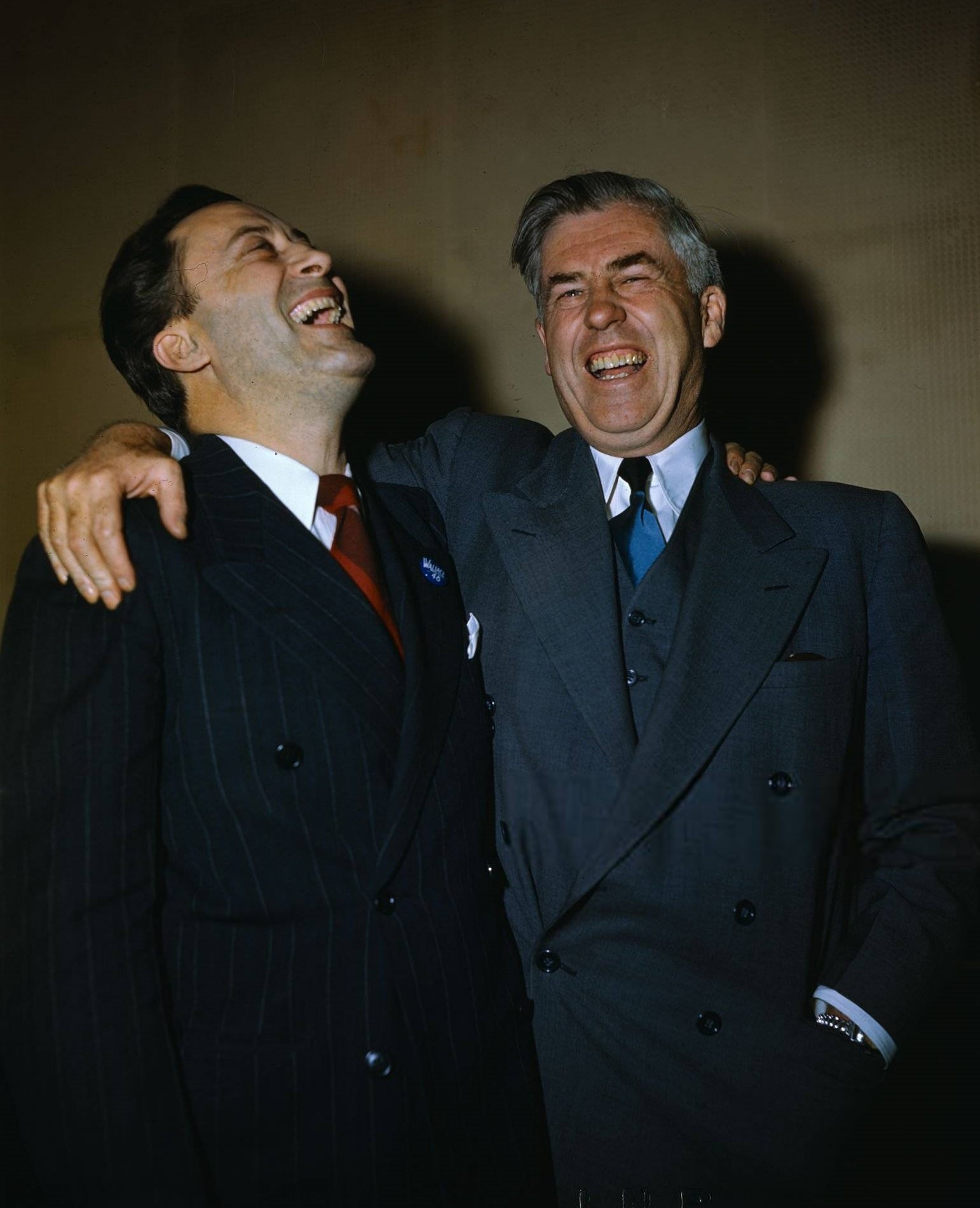
华莱士和他的副总统竞选搭档格伦·泰勒

离任后不久，华莱士成为进步杂志《新共和》的编辑。:431-432他还帮助建立了美国进步公民组织（PCA），这是一个进步主义的政治组织，呼吁与苏联保持良好关系，并在国内推行更自由的计划。虽然华莱士不是PCA的成员，但他被广泛认为是该组织的领导者，并因PCA接受共产党员而受到批评。作为对PCA成立的回应，反共自由主义者建立了一个竞争对手团体，即美国民主行动组织（ADA），该组织明确拒绝与共产主义有任何联系。:433-4351947年初，在杜鲁门颁布杜鲁门主义以反对共产党对希腊和土耳其的威胁后，华莱士强烈批评了总统。华莱士还反对杜鲁门的第9835号行政命令，该命令开始清洗被认为具有颠覆性的政府工作人员附属的共产主义团体。:436-438他最初支持马歇尔计划，但后来反对，因为他认为该计划应该通过联合国来管理。:451-453华莱士和PCA受到了联邦调查局和众议院非美活动调查委员会的审查，这两个委员会都试图发现共产党影响的证据。:446-450
加利福尼亚州前司法部长罗伯特·W·肯尼发起了一项选举1948年民主党全国代表大会上向华莱士承诺的代表的努力。如果这一努力失败，他们将发起第三方竞选，华莱士将成为他们的总统候选人。:32
PCA的许多人赞成建立第三方，但华莱士的其他长期盟友警告他不要脱离民主党。:452-4541947年12月29日，华莱士发起了第三方运动，宣称：“我们组建了一支人数不多、信念坚定的基甸军队……我们面对的是不受约束的未来，不受任何原则的约束，只受普遍福利的约束”。:456-457他得到了许多知识分子以及好莱坞和百老汇名人的支持。他的主要支持者包括雷克斯福德·特格韦尔、国会议员维托·马尔坎托尼奥和里奥·艾萨克森、女演员艾娃·加德纳、音乐家保罗·罗伯逊和皮特·西格，以及未来的总统候选人乔治·麦戈文。:484-485卡尔文·鲍德温成为华莱士的竞选经理，负责筹款并确保华莱士出现在尽可能多的州选票上。:460-461华莱士的首选竞选搭档克劳德·佩珀拒绝离开民主党。:462-463约翰·罗格积极寻求成为华莱士的竞选伙伴，但他与华莱士来自同一州，这将阻止纽约选民投票给他们。罗格在美国东部以外也不为人知。:32最终爱达荷州民主党参议员格伦·H·泰勒同意担任华莱士的竞选搭档。:462-463
华莱士接受了美国共产党的支持，他说：“我没有遵循他们的路线。如果他们想遵循我的路线，我说上帝保佑他们”。:464-466杜鲁门对华莱士的左翼挑战做出了回应，要求推行自由主义的国内政策，而休伯特·汉弗莱、罗伯特·费迪南德·瓦格纳一世和詹姆斯·罗斯福等亲ADA的自由主义者则将华莱士与苏联和共产党联系起来。:465-466许多美国人将华莱士视为共产党的同路人，华莱士拒绝谴责1948年捷克斯洛伐克政变进一步强化了这一观点。:473-4741948年初，CIO和AFL都拒绝了华莱士，AFL谴责他是“共产党的阵线、发言人和辩护者”。由于华莱士的外交政策观点掩盖了他的国内政策观点，许多以前支持他的候选人资格的自由主义者回到了民主党阵营。
华莱士开始了全国巡回演讲，以支持他的候选人资格，但在北方和南方都遇到了阻力。:467-469他公然反抗南方的吉姆·克劳法，拒绝在种族隔离的观众面前讲话。:493-494《时代》杂志反对华莱士的候选人资格，称他“炫耀地”骑着自行车穿过种族隔离的南方城镇，“他的黑人秘书就在他身边”。在巡回演讲期间，有人向华莱士投掷了一连串的鸡蛋和西红柿，并袭击了他和他的竞选成员。弗吉尼亚州政府宣布华莱士的竞选集会为私人聚会，从而回避了执行自己的种族隔离法。匹兹堡报开始公布已知华莱士支持者的名字。华莱士在大学和高中的数十名支持者失去了他们的职位。:468-469作为犹太复国主义的支持者，华莱士试图通过承诺结束对以色列的武器禁运来杜绝杜鲁门的犹太选票，而以色列当时正在进行1948年阿以战争。
在阿尼塔·麦考密克·布莱恩的大力资助下，华莱士超越了筹款目标，出现在除俄克拉荷马州、内布拉斯加州和伊利诺伊州以外的每个州的选票上。:498-499一共分发了2500万份140份传单和小册子。然而，盖洛普民意调查显示，华莱士的支持率从1947年12月的7%下降到1948年6月的5%。他只得到了两家报纸的支持：纽约的《工人日报》和宾夕法尼亚州约克的《公报和日报》。一些媒体开始猜测华莱士会退出竞选。:497
华莱士的支持者于7月在费城举行了一次全国大会，正式成立了一个新的进步党。党纲涉及广泛的问题，包括支持公立学校废除种族隔离、性别平等、国家医疗保险计划、自由贸易以及大型银行、铁路和电力公司的公有制。该党被描述为“进步资本主义”。该纲领的另一部分指出，“结束战争悲剧前景的责任是苏联和美国的共同责任”。:487在大会期间，华莱士面临着关于他写给大师尼古拉斯·罗里奇的信件的质疑；他拒绝对这些信件发表评论，受到了广泛批评。:482-484大会结束几天后，华莱士进一步受挫，惠特克·钱伯斯和伊丽莎白·本特利在众议院非美活动委员会作证称，与华莱士有关的几名政府官员（包括阿尔杰·希斯和约翰·阿布特）是共产党渗透者。:491-493与此同时，许多南方民主党人对民主党的亲民权政策感到愤怒，退出了该党，并提名斯特罗姆·瑟蒙德为总统候选人。由于民主党严重分裂，共和党人相信共和党候选人托马斯·杜威会赢得选举。:478-480华莱士本人预测杜鲁门将是“历史上最失败的候选人”。:500
尽管民意调查一直显示杜鲁门会在竞选中失利，但他对杜威和保守的第80届美国国会进行了有效的竞选。他最终在普选和选举人票中都击败了杜威。:159-162华莱士只赢得了全国2.38%的选票，没有赢得任何州的选票。他在纽约州的表现最好，赢得了8%的选票。只有该党的国会候选人之一，现任国会议员维托·马坎托尼奥赢得了选举。:500-502华莱士在竞选期间旅行了55000多英里。:214尽管华莱士和瑟蒙德可能从杜鲁门那里赢得了许多选民，但他们的出现可能通过将他选为中左翼候选人来提高总统的整体吸引力。:162华莱士在回应选举结果时表示：“除非这种高物价和战争的两党外交政策迅速扭转，否则我预测进步党将迅速发展成为主导政党……为了拯救世界和平，进步党比以往任何时候都更需要”。:500-502
历史学家爱德华·沙普梅尔和弗雷德里克·沙普梅尔认为：
进步党代表一件事，华莱士代表另一件事。事实上，党的组织从一开始就由代表激进左翼的人控制，而不是自由主义本身。这使得共产党人和同路人很容易渗透到党的机器中的重要职位。一旦发生这种情况，党派立场就开始像党派路线一样。竞选宣传资料、演讲材料和竞选口号听起来很奇怪，就像莫斯科想听的回声。就像戴着道德眼罩一样，华莱士越来越成为一个不具感知力的理论家。华莱士说的话听起来不像他，他的表演呈现出一种奇怪的杰基尔和海德的特质——一会儿他是和平的主角，一会儿又是克里姆林宫的宣传鹦鹉。
华莱士評論法西斯主義時說，與主權國家的政府比起來，真正掌控全球權力的是跨國企業，而且以美國的跨國企業為主：「如果將法西斯的內涵定義在一種『以金錢與權力最大化為終極目標，並不惜利用各種手段達到它』，那美國已有成千上萬個法西斯主義者了。（If we define an American fascist as one who in case of conflict puts money and power ahead of human beings, then there are undoubtedly several million fascists in the United States.）」

## 后期政治
1948年竞选后，华莱士最初仍活跃在政治领域，并在1950年进步国民大会上发表了主题演讲。1949年初，华莱士在国会作证，希望阻止批准《北大西洋公约》，该公约在美国、加拿大和几个欧洲国家之间建立了北约组织。:503-5061948年后，他对苏联的批评越来越强烈，由于支持联合国干预朝鲜战争，他于1950年8月从进步党辞职。:507-509离开进步党后，华莱士经历了传记作家约翰·卡尔弗和约翰·海德所描述的“长期、缓慢地衰落到默默无闻，其特征是对自己被抛弃地位的某种接受”。:510-511
20世纪50年代初，他花了大量时间反驳莱斯利·格罗夫斯将军等知名公众人物的攻击，格罗夫斯将军声称已经停止向华莱士提供有关曼哈顿计划的信息，因为他认为华莱士存在安全风险。1951年，华莱士出席国会，否认1944年他鼓励蒋介石与中国共产党结盟的指控。:512-5171952年，他发表了一篇文章《我错在哪里》，否定了他早期的外交政策立场，并宣布苏联“完全邪恶”。华莱士在1952年的总统选举中没有支持任何候选人，但在1956年的总统大选中，他支持现任共和党总统德怀特·D·艾森豪威尔，而不是民主党候选人阿德莱·史蒂文森。华莱士与艾森豪威尔保持通信，称艾森豪威尔在和平努力中“完全真诚”。:521-522华莱士也开始与副总统理查德·尼克松通信，但他拒绝在1960年总统选举中支持尼克松或民主党候选人约翰·F·肯尼迪。尽管华莱士在1960年竞选期间批评了肯尼迪的农业政策，但肯尼迪邀请华莱士参加了1961年的就职典礼，这是华莱士自1945年以来首次参加总统就职典礼。华莱士后来写信给肯尼迪：“在我们的历史上，从未有过如此多的数千万人对你的就职演说如此充满热情”。1962年，他发表了纪念农业部成立一百周年的演讲。:522-524他还开始与林登·B·约翰逊总统就缓解农村贫困的方法进行通信，尽管私下里他批评约翰逊加剧了美国对越南战争的参与。:529在1964年的选举中，华莱士回到了民主党阵营，支持约翰逊而不是共和党候选人巴里·戈德华特。由于健康状况恶化，他在那一年最后一次公开露面；在他最后的一次演讲中，他说：“我们在1959年失去了古巴，这不仅是因为卡斯特罗，还因为我们从1920年起就没有理解古巴边远地区农民的需求……普通人正在前进，但建设性地领导这场进程取决于那些受过教育和有见识的人”。:527

## 商业成功
华莱士继续共同拥有并对他创立的公司先锋良种（前身为杂交玉米公司）感兴趣，并在他的纽约庄园建立了一个实验农场。他将大部分精力集中在鸡的研究上，先锋良种的鸡一度生产了全球商业销售鸡蛋的四分之三。他还撰写或合著了几部关于农业的著作，包括一本关于玉米历史的书。:517-520

## 生病和去世
华莱士于1964年被诊断为肌萎缩侧索硬化症（ALS），时年76岁。他咨询了许多专家，并尝试了各种治疗这种疾病的方法，他说：“我把自己看作一只ALS豚鼠，几乎愿意尝试任何事情”。:527-529他于1965年11月18日在康涅狄格州丹伯里去世，享年77岁。他的遗体被火化，骨灰安葬在爱荷华州德梅因的格伦代尔公墓。

## 家庭
1913年，华莱士遇到了伊洛·布朗，他是爱荷华州印第安诺拉一位成功商人的女儿。华莱士和布朗于1914年5月20日结婚，有三个孩子。:39-40亨利·布朗（生于1915年）、罗伯特·布朗和让·布朗（生于1920年）。华莱士和他的家人住在德梅因，直到华莱士接受任命担任农业部长，此时他们开始住在华盛顿特区沃德曼公园的公寓里。:187-1881945年，华莱士与妻子在纽约南塞勒姆附近购买了一个115英亩的农场，取名为Farvue:402-403。1941年至1945年，伊洛支持丈夫的职业生涯，并享受担任美国第二夫人的乐趣，尽管在1948年总统竞选期间，她对华莱士的许多进步主义支持者感到不舒服。:496-497华莱士和伊洛一直结婚到1965年去世；她活到1981年。1999年，华莱士的三个孩子以超过10亿美元的价格将他们先锋良种公司的股份出售给了杜邦。华莱士的孙子斯科特·华莱士在2018年选举中赢得了宾夕法尼亚州第一国会选区的民主党提名。但他在大选中被共和党人布莱恩·菲茨派翠克击败。

## 神秘主义与争议事件
华莱士从小就是加尔文主义者，但一生中对其他宗教教义表现出兴趣。"他从小就对宗教非常感兴趣，阅读拉尔夫·沃尔多·爱默生、拉尔夫·沃尔多·特林和威廉·詹姆士等作家的作品，他们的《宗教经验的多样性》对华莱士产生了特别强烈的影响。:31-321916年华莱士的祖父去世后，他离开了长老教会，对神秘主义越来越感兴趣。他后来说：“我知道我经常被称为神秘主义者，在我离开联合长老教会后的几年里，我可能是一个务实的神秘主义者……我会说我是乔治·华盛顿·卡弗意义上的神秘主义，他相信上帝存在于一切之中，因此，如果你去上帝那里，你就能找到答案”。华莱士开始定期参加泛神论证道学会的会议，1925年，他帮助组织了自由天主教会的德梅因教区。:77-79华莱士于1930年离开自由天主教会，加入了圣公会，但他仍然对各种神秘团体和个人感兴趣。:96
与华莱士通信的人包括作家乔治·威廉·拉塞尔、占星家爱德华·约翰德罗和爱德华·鲁斯，后者扮演了美国原住民药师的角色。:96-9720世纪30年代初，华莱士开始与著名的俄罗斯移民、艺术家、和平活动家和通神论者尼古拉斯·洛里奇通信。:130-132在华莱士的支持下，洛里奇被任命领导一支联邦探险队前往戈壁沙漠收集抗旱草。:135-137洛里奇的远征以公开惨败告终，在美国国税局展开税务调查后，洛里奇逃往印度。:143-144
华莱士1933年至1934年写给洛里奇的信最终被共和党报纸出版商保罗·布洛克收购。:231-233在1940年11月的选举之前，共和党人威胁要向公众透露他们所称的华莱士奇怪的宗教信仰，但当民主党人威胁要发布有关共和党候选人温德尔·威尔基与作家伊丽塔·范·多伦婚外情的传闻时，他们被吓倒了。七年后，即1947年冬天，这些信件的内容确实公之于众，当时右翼专栏作家威斯布鲁克·佩格勒发表了据称是信件摘录的内容，作为华莱士是一个“救世主般的笨拙者”和“精神错乱”的证据。1948年竞选期间，佩格勒和其他敌对记者，包括H·L·孟肯，在7月费城的一次公开会议上就这个问题与华莱士进行了激烈的交锋。华莱士拒绝发表评论，指责记者是佩格勒的走狗。许多媒体批评华莱士与洛里奇的关系；一家报纸嘲讽地写道，如果华莱士成为总统，“我们将与无限和谐相处，在正确的平面上振动，超越邪恶之眼，改造女巫，克服所有恶意咒语，走上通往健康和幸福的大道”。:483-484
据报道，亨利·华莱士涉猎了祆教和佛教。

## 遗产
在罗斯福政府任职期间，华莱士成为了一个有争议的人物，他的各种行为受到了赞扬和批评。他今天仍然是一个有争议的人物。历史学家小亚瑟·史列辛格（Arthur M.Schlesinger Jr.）宣称华莱士既是“一个无可救药的天真政治家”，也是“这个国家有史以来最好的农业部长”。记者彼得·贝纳特写道，华莱士“对美苏合作的天真信念”损害了他的遗产。历史学家安德鲁·西尔称赞华莱士专注于打击经济和种族不平等。华莱士对“普通人世纪”的愿景否认了美国外交政策中的例外论，继续影响着伯尼·桑德斯等个人的外交政策。2013年，历史学家托马斯·W·迪瓦恩写道：“最新的苏联消息来源确实证实了华莱士的立场，即莫斯科的行为并不像许多人当时认为的那样咄咄逼人”。然而，迪瓦恩也写道，“已经有足够多的新信息浮出水面，对华莱士对斯大林意图的善意态度以及他对杜鲁门政府的黑暗阴谋论观点都产生了严重怀疑”。
《纽约客》的亚历克斯·罗斯写道：“除了阿尔·戈尔，华莱士仍然是美国历史上最著名的几乎总统”。记者杰夫·格林菲尔德写道，1944年民主党全国代表大会是二十世纪最重要的政治事件之一，因为提名的主要竞争者可能以截然不同的方式执政。在《美国不为人知的历史》一书中，奥利华·史东认为，如果华莱士在1945年成为总统，“可能就不会有原子弹爆炸、核军备竞赛和冷战”。相比之下，保守派《国家评论》的罗恩·卡普肖认为，华莱士总统会采取绥靖政策，允许共产主义传播到伊朗、希腊和意大利等国。
位于马里兰州贝尔茨维尔的亨利·A·华莱士-贝尔茨维尔农业研究中心是世界上最大的农业研究综合体，以他的名字命名。华莱士创立了华莱士基因基金会，以支持农业研究。他的儿子罗伯特创立了华莱士全球基金，以支持可持续发展。1942年，华莱士发表的一次演讲启发了阿隆·科普兰创作《平凡人的号角》。富兰克林·德拉诺·罗斯福总统图书馆暨博物馆位于纽约海德公园，北端有亨利·A·华莱士游客和教育中心。

## 著作和演讲
- Agricultural Prices (1920)
- Corn and Corn-Growing with E. N. Bressman (1923)
- When to feed corn, when to sell it (1923)
- Correlation and machine calculation with George W. Snedecor (1925)
- New administration and farm relief (1933)
- America must choose (1934)
- Charted course toward stable prosperity (1934)
- New frontiers (1934)
- Research and adjustment march together (1934)
- Statesmanship and religion (1934)
- Working together in the corn-hog program (1934)
- Cooperation: the dominant economic idea of the future (1936)
- Whose Constitution? An inquiry into the general welfare (1936)
- Technology, corporations, and the general welfare (1937)
- Paths to plenty (1938)
- American choice (1940)
- Price of freedom (1940)
- Pan American friendship (1941)
- ¿Que hara Norteamérica? (1941)
- Después de la guerra debe comenzar el siglo del hombre del pueblo (1942)
- Price of free world victory (1942)
- Why did God make America? (1942)
- America's part in world reconstruction (1943)
- Century of the Common Man (1943)
- Christian bases of world order (1943)
- Discursos pronunciados en Lima (1943)
- Ideales comunes (1943)
- New world theme: The price of free world victory (1943)
- Democracy first: What we fight for (1944)
- Our job in the Pacific (1944)
- Sixty million jobs (1945)
- Era del popolo (1946)
- Fight for peace (1946)
- Soviet Asia mission Andrew J. Steiger (1946)
- Toward world peace (1948)

## 备注
1. ↑  美国宪法第二十二修正案，明确防止总统竞选第三任期，于1951年通过
2. ↑  诺曼·布劳格认为华莱士是后来绿色革命的关键倡导者
3. ↑  BEW最初被称为经济防御委员会。
4. ↑  华莱士后来对他对马加丹集中营的赞扬表示遗憾，他在1952年写道，“当我访问马加丹时，他一点也不知道这里……也是管理罪犯和涉嫌政治不忠者劳动的中心。”
5. ↑  汉尼根后来表示，他希望自己的墓碑上写着：“阻止亨利·华莱士成为美国总统的人长眠于此”。
6. ↑  该党受到支持西奥多·罗斯福（1912年）和罗伯特·拉福莱特（1924年）的已解散政党的影响，并与之同名。[2]:486
7. ↑  华莱士没有决定党的纲领，并且他个人反对银行、铁路和公用事业的公有制。[2]:481